# Bandulu
Bandulu és un grup londinenc de música techno i dub, format per Jamie Bissmire, John O'Connell i Lucien Thompson. El grup va gravar tres sessions per al programa de John Peel de la BBC Radio 1. El trio també ha enregistrat amb els noms de Thunderground, New Adult, Sons of the Subway i Space DJz.
Al llibre Energy Flash, el periodista Simon Reynolds va considerar Bandulu com a part del subgènere texturology, afirmant que «els millors temes de Guindance sonaven a jazz-techno, com si per alguna raó el músic Joe Zawinul de Weather Report hagués acabat essent el líder de Tangerine Dream».

## Discografia
| Àlbum          | Format   | Segell                 | Any  |
| -------------- | -------- | ---------------------- | ---- |
| Guidance       | 2×LP, CD | Infonet                | 1993 |
| Antimatters    | 2×LP, CD | Infonet                | 1994 |
| Black Mass     | 2×12"    | Foundation Sound Works | 1996 |
| Cornerstone    | 2×LP, CD | Blanco y Negro         | 1996 |
| Repercussions  | 2×12"    | Foundation Sound Works | 1996 |
| Bisness        | 2×12"    | Foundation Sound Works | 1997 |
| New Foundation | CD       | Foundation Sound Works | 1997 |
| Redemption     | 2×LP, CD | Music Man              | 2002 |